# Comocladia cordata
Comocladia cordata là một loài thực vật có hoa trong họ Đào lộn hột. Loài này được Britton mô tả khoa học đầu tiên năm 1907.